# 1960 aux échecs
| Années des échecs : 1957 - 1958 - 1959 - 1960 - 1961 - 1962 - 1963    |
| Décennies des échecs : 1930 - 1940 - 1950 - 1960 - 1970 - 1980 - 1990 |

Cet article présente les faits marquants de l'année 1960 aux échecs.

## Événements majeurs
Mikhaïl Tal remporte le Championnat du monde d'échecs 1960 qui l'oppose à Mikhaïl Botvinnik.

## Championnats nationaux
- Argentine : Miguel Najdorf remporte le championnat[1],[2]. Chez les femmes, Dora Trepat de Navarro s’impose.
- Autriche : Karl Robatsch remporte le championnat[3]. Chez les femmes, Ida Salzmann s’impose[4].
- Belgique : Robert Willaert remporte le championnat[5]. Chez les femmes, pas de championnat[6].
- États-Unis du Brésil : Ronald Camara remporte le championnat[7]. Chez les femmes, c’est Dora de Castro Rubio qui s’impose.
- Canada : Pas de championnat[8].
- Chine : Xu Tianli remporte le championnat[9].
- Écosse : James Macrae Aitken remporte le championnat[10].
- Espagne : Francisco José Pérez remporte le championnat[11]. Chez les femmes, pas de championnat[12].
- États-Unis : Bobby Fisher remporte le championnat[Note 1],[13]. Chez les femmes, pas de championnat[14].
- Finlande: Kaarle Ojanen remporte le championnat[15].
- France : Le championnat n’est pas disputé[16]. Chez les femmes,de même, pas de championnat[17].
- Inde : Pas de championnat[18].
- Iran : Robert Lalazarian remporte le championnat[19].

- Pays-Bas : Corrie Vreeken remporte le championnat féminin[20]. Pas de championnat masculin cette année.
- Pologne : Bogdan Sliwa et Alfred Tarnowski remportent le championnat[21].
- Royaume-Uni : Jonathan Penrose remporte le championnat[22].

- Suisse : Dieter Keller remporte le championnat [23]. Chez les dames, c’est Anna Näpfer qui s’impose[24].
- RSS d'Ukraine : Leonid Stein remporte le championnat[25],[26], dans le cadre de l’U.R.S.S.. Chez les femmes, Olena Malynova s’impose[27].
- RFP Yougoslavie : Svetozar Gligorić remporte le championnat[28],[29]. Chez les femmes, Milunka Lazarević s’impose.

## Naissances
- Zurab Azmaiparashvili
- Predrag Nikolić
- Yasser Seirawan
- Alekseï Vyjmanavine
- Arthur Youssoupov

## Nécrologie
- En 1960 : Leonardas Abramavičius (en)
- 3 février : Charles Pirie (en)
- 20 février : John O'Hanlon (en)
- 24 mars : Eggert Gilfer (en)
- 25 avril : Marian Wróbel, problémiste polonais
- 27 avril : Jack Erskine (en)
- 6 juillet : Øjvind Larsen (en)
- 23 juillet : Sadi Kalabar (en)